# Старий Буґпомуж
Старий Буґпомуж (пол. Stary Bógpomóż, нім. Althelfgott) — село в Польщі, у гміні Бобровники Ліпновського повіту Куявсько-Поморського воєводства.
Населення — 166 осіб (2011).
У 1975-1998 роках село належало до Влоцлавського воєводства.

## Демографія
Демографічна структура станом на 31 березня 2011 року:
|          | Загалом | Допрацездатний вік | Працездатний вік | Постпрацездатний вік |
| -------- | ------- | ------------------ | ---------------- | -------------------- |
| Чоловіки | 90      | 15                 | 68               | 7                    |
| Жінки    | 76      | 20                 | 40               | 16                   |
| Разом    | 166     | 35                 | 108              | 23                   |